# Nanafalia
Nanafalia est une census-designated place située dans le comté de Marengo, dans l’État de l’Alabama, aux États-Unis. Lors du recensement de 2010, elle comptait 90 habitants. Nanafalia n’est pas incorporée.
Son nom provient d’un mot choctaw qui signifie « longue colline ».

## Démographie
| 2000 | 2010 | - | - | - | - |
| ---- | ---- | - | - | - | - |
| 94   | 94   | - | - | - | - |

## Source
- (en) Cet article est partiellement ou en totalité issu de l’article de Wikipédia en anglais intitulé « Nanafalia, Alabama » (voir la liste des auteurs).